# Anomalie des neutrinos de réacteur

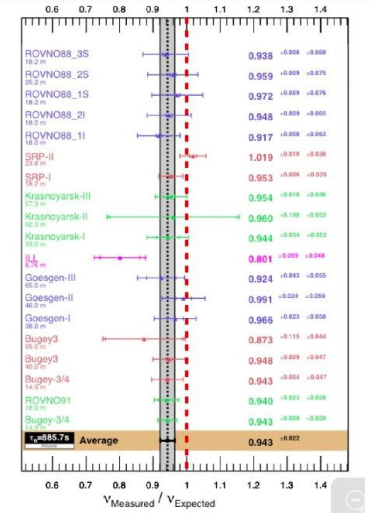
Illustration de la base courte de l'anomalie des neutrinos observée dans un réacteur nucléaire (flux mesuré à gauche et flux prédit à droite).

L'anomalie des neutrinos de réacteur est un phénomène observé en 2011 sur des mesures de flux de neutrinos (antineutrinos) auprès de réacteurs nucléaires,. Le flux mesuré est systématiquement supérieur au flux prédit théoriquement, d'environ 6%,,,.
L'anomalie, dont l'étude est révisée en 2021, est expliquée début 2023 par une mauvaise évaluation des fissions de l'uranium,,.